# Adolfo Spiller
Adolfo Spiller (13 luglio 1910 – La Neuveville, 19 febbraio 1970) è stato un calciatore svizzero, di ruolo centrocampista.

## Carriera

### Nazionale
Ha collezionato 12 presenze con la propria Nazionale.